# Китера
Китера, такође Китира је грчко острво пред југоисточним шпицом Пелопонеза и налази се у саставу периферије Атика. Укупна површина острва износи 285 km². Због неразвијености овог острва, већина становника је углавном емигрирала, већином у Аустралију. На острву данас живи нешто више од 3400 људи, док их је 1864. године било око 14.500. Историјски, дио је јонских острва.
Китера са неколико суседних острваца и хриди чини засебну општину у оквиру округа Острва Периферије Атика. 
Координате: 36° 14′ 24′′ Сје.; 22° 59′ 12′′ Ист.

## Историја
Први трагови насељавања постоје још из раноеладског периода (2500. - 1900. п. н. е.).
Херодот је извјештавао, да су Феничани на овом острву увели обожавање богиње Афродите, али за такво нешто не постоје археолошки докази. Вјероватно је ова феничанска Афродита била идентична Астарти, једној од богиња семитских народа.
Веома рано Китера је добила на значају кроз трговину са пурпуром. Постоје докази трговине са Египтом око 2450. године прије Христа, са Месопотамијом од 1750. п. н. е.
Хомер је означио Китеру као самостално острво. Касније, она је припадала Аргосу, а од средине 6. вијека прије Христа освојила ју је Спарта. Ово острво је имало веома важан стратешки положај па се приликом пелопонеског рата водила жестока борба око њега. 
У средњем вијеку, када је Китеру освојила Венеција, на античком Акрополис саграђен је град Палихора (Paliochora), који је на врхунцу моћи посједовао огромно богатство. Иако су зидине овога града изгледале као неосвојиве, пират Барбароса је освојио и уништио град 1537. године.
У грчкој митологији Китера је (поред Кипра) острво Афродите. Богиња љубави је ту рођена из морске пјене и изашла на острво. Успомени на овај мит сликар Антоан Вато (Antoine Watteau) је посветио двије своје слике под називом „Укрцавање за Китеру“, а оне се данас налазе у Лувру и градском музеју у Берлину.

## Општине
Сва насеља овог острва спадају под општину Китира.

## Села
- Ајас Пелагија Китера, Лука
- Ајос Илиас
- Антикитера на острву Антикитера, независна општина
- Арониадика
- Авлемонас
- Хархалиана, на острву Антикитера
- Диакофти, лука
- Фрациа
- Фрилијаника
- Галаниана, на острву Антикитера
- Геракарја
- Каламос
- Капсали
- Каравас
- Карвунадес
- Керамото
- Контолианика
- Китера Хора, главно мјесто
- Ливади лијеп пословни центар острва
- Катуни
- Логотетианика
- Луриантианика
- Милопотамос
- Митата
- Пицинианика
- Потамос
- Статианика
- Виарадика
- Вуно

## Мапа острва Китера
- Овдје